# Marcin Kula
Marcin Kula, właśc. Jan Marcin Kula (ur. 24 marca 1943 w Warszawie) – polski historyk specjalizujący się w historii społecznej. Autor publikacji poświęconych historii Polski i Ameryki Łacińskiej, a także zagadnieniu pamięci historycznej. Profesor nauk humanistycznych, wykładowca Akademii Teatralnej im. Aleksandra Zelwerowicza w Warszawie.

## Życiorys
Jest synem Witolda Kuli i Niny Assorodobraj-Kula. Ukończył XLI Liceum Ogólnokształcące im. Joachima Lelewela w Warszawie (matura w 1960). Następnie ukończył studia na Uniwersytecie Warszawskim, uzyskując magisterium z historii (1965), na podstawie pracy Brazylijska plantacja cukrowa XVI–XVII w. (napisanej pod kierunkiem Mariana Małowista), i socjologii (1967). W latach 1968–1990 był pracownikiem Instytutu Historii PAN, gdzie doktoryzował się w 1968 pod kierunkiem Tadeusza Łepkowskiego, habilitował w 1976. W 1985 otrzymał tytuł profesora zwyczajnego. W 1990 został pracownikiem Uniwersytetu Warszawskiego, a od 1994 wykładał także w Wyższej Szkole Przedsiębiorczości i Zarządzania w Warszawie (przemianowanej w 2008 na Akademię Leona Koźmińskiego). Jest członkiem Polskiego Pen Clubu, Polskiego Towarzystwa Historycznego, Polskiego Towarzystwa Socjologicznego, Towarzystwa Polsko-Brazylijskiego oraz jednym z założycieli i członkiem władz Stowarzyszenia Archiwum Solidarności. Był przewodniczącym rady redakcyjnej serii W krainie PRL (Wydawnictwo Trio).
W 2009 otrzymał Medal Stowarzyszenia Autorów ZAiKS.
Żonaty z Małgorzatą z domu Ciszecką, ma dwoje dzieci: Grzegorza (ur. 1974) oraz Agnieszkę (ur. 1978). Mieszka na warszawskich Bielanach (Marymont-Ruda).

## Uczniowie
Pod jego kierunkiem prace magisterskie i doktorskie napisali m.in. Krzysztof Kosiński, Adam Leszczyński, Paweł Machcewicz, Małgorzata Nalewajko, Piotr Osęka, Krzysztof Persak, Patryk Pleskot, Paweł Sowiński, Dariusz Stola, Marcin Zaremba, Jolanta Żyndul.

## Publikacje
- Początki czarnego niewolnictwa w Brazylii. Okres gospodarki cukrowej XVI – XVII w. (1970) – praca doktorska
- Listy emigrantów z Brazylii i Stanów Zjednoczonych: 1890-1891 (1973) – redakcja wspólnie z Witoldem Kulą i Niną Assorodobraj-Kulą
- Rewolucja 1933 na Kubie (1978) – praca habilitacyjna
- Polonia brazylijska (1981)
- Ameryka Łacińska w relacjach Polaków: antologia (1982) – wybór, wstęp, komentarze i przypisy
- Historia Brazylii (1987)
- Narodowe i rewolucyjne (1991)
- O Brazylii – ale też trochę o Polsce (1992)
- Paryż, Londyn i Waszyngton patrzą na Październik 1956 r. w Polsce (1992)
- Człowiek wojuje (1994)
- Pod górkę do Europy. O Turcji lat trzydziestych – ale też trochę o dzisiejszej Polsce (1994)
- Ludzie wśród ludzi: studenci Instytutu Historycznego UW o sobie, kolegach i nauczycielach (1994)
- Niespodziewani przyjaciele, czyli rzecz o zwykłej ludzkiej solidarności (1995)
- Anatomia Rewolucji Narodowej. Boliwia w XX wieku (1999)
- Ekologia humanistyczna (1999)
- Zupełnie normalna historia, czyli Dzieje Polski zanalizowane przez Marcina Kulę w krótkich słowach, subiektywnie, ku pożytkowi miejscowych i cudzoziemców (2000)
- Przeszłość: spadek nie do odrzucenia (2001)
- Zegarek historyka (2001)
- Nośniki pamięci historycznej (2002)
- Religiopodobny komunizm (2003)
- Wybór tradycji (2003)
- Krótki raport o użytkowaniu historii (2004)
- Między przeszłością a przyszłością: o pamięci, zapominaniu i przewidywaniu (2004)
- Uparta sprawa – żydowska? polska? ludzka? (2004)
- Historia – moja miłość (z zastrzeżeniami) (2005) – zbiór artykułów z lat 1988–2004
- Komunizm i po komunizmie (2006)
- Autoportret rodziny X. Fragment żydowskiej Warszawy lat międzywojennych (2007) – nagrodzona Nagrodą Historyczną Polityki
- O co chodzi w historii? (2008)
- Mimo wszystko: bliżej Paryża niż Moskwy: książka o Francji, PRL i o nas, historykach (2010)
- Najpierw trzeba się urodzić (2011)
- Naród, historia i... dużo kłopotów (2011)
- Ostatecznie trzeba umrzeć (2012)
- Polono-Brazylijczycy i parę kwestii im bliskich (2012)
- Kartki z socjologii historycznej (2014)
- Trzeba mieć pieniądze. Wykłady z socjologii historycznej (2014)
- Trzeba pracować i produkować. Wykłady z socjologii historycznej (2014)
- Trzeba jeść. Wykłady z socjologii historycznej (2015)
- Trzeba mieszkać, myć się i ubierać. Wykłady z socjologii historycznej (2015)
- Trzeba wydorośleć. Wykłady z socjologii historycznej (2016)
- PZPR jako reżyser życia teatralnego w latach sześćdziesiątych (2016)